# Vita (Luca Barbarossa)
Vita è un singolo del cantante italiano Luca Barbarossa, pubblicato nel 1985.

## Descrizione
Dopo il buon successo di Colore, la CBS non fa ancora incidere un album al cantautore ma continua invece con un altro 45 giri; questa volta chiama a collaborare Flavio Premoli, storico tastierista della Premiata Forneria Marconi, come produttore ed arrangiatore.
Sul retro della copertina vi è la scritta La canzone è dedicata all'Università della Terza Età di Roma.
Poco promosso, gli esiti commerciali del disco sono inferiori a quelli di Colore, e per questo motivo la casa discografica decide di far partecipare nuovamente Barbarossa al Festival di Sanremo, cosa che infatti avverrà l'anno seguente.